# António Mendes Bello
António Mendes Bello (ur. 18 czerwca 1842 w Gouveia, zm. 5 sierpnia 1929 w Lizbonie) – portugalski duchowny katolicki, kardynał, patriarcha Lizbony.

## Życiorys
Święcenia kapłańskie przyjął 10 czerwca 1865 roku w Funchal. Był profesorem teologii w seminarium duchownym w Pinhel. Od 1874 roku wikariusz generalny diecezji Pinhel i od 1881 roku diecezji Aveiro, a w latach 1881–1884 wikariusz generalny Lizbony. 24 marca 1884 roku otrzymał nominację na arcybiskupa tytularnego Mitylene i biskupem pomocniczym Lizbony. Sakrę biskupią przyjął 27 kwietnia 1884 roku w Lizbonie z rąk kard. José Sebastião Neto patriarchy Lizbony. 13 listopada 1884 roku mianowany biskupem Faro i zachowując godność arcybiskupa ad personam. 19 grudnia 1907 roku przeniesiony na urząd patriarchy Lizbony. Na konsystorzu 27 listopada 1911 roku papież Pius X kreował go kardynałem in pectore. Usunięty z Lizbony na okres dwóch lat 1911–1913 za naruszenie prawa o rozdziale między Państwem a Kościołem. Rezydował w Gouveia. Publicznie ogłoszony kardynałem na konsystorzu 25 maja 1914 roku i przydzielając mu tytuł kardynała prezbitera SS. Marcellino e Pietro. Uczestnik konklawe w 1914 roku, które wybrało na papieża Benedykta XV i uczestniczył także na konklawe w 1922 roku, które wybrało na papieża Piusa XI. Zmarł 5 sierpnia 1929 roku w Lizbonie.